# Pictorina wombalano
Pictorina wombalano är en insektsart som beskrevs av Otte, D. och R.D. Alexander 1983. Pictorina wombalano ingår i släktet Pictorina och familjen syrsor. Inga underarter finns listade i Catalogue of Life.